# بول كرايغ (مقاتل)
باول كرايغ (بالإنجليزية: Paul Craig) هو فنان قتال مختلط بريطاني، ولد في 27 نوفمبر 1987 في أردري ‏ في المملكة المتحدة.

## وصلات خارجية
- باول كرايغ على موقع يو إف سي (الإنجليزية)
- باول كرايغ على موقع شيردوغ (الإنجليزية)
- باول كرايغ على موقع IMDb (الإنجليزية)